# Flottillenarzt
Der Flottillenarzt ist einer der Dienstgrade der Bundeswehr für Sanitätsoffiziere der Bundesmarine. Gesetzliche Grundlage ist die Anordnung des Bundespräsidenten über die Dienstgradbezeichnungen und die Uniform der Soldaten und das Soldatengesetz.

## Dienstgradabzeichen

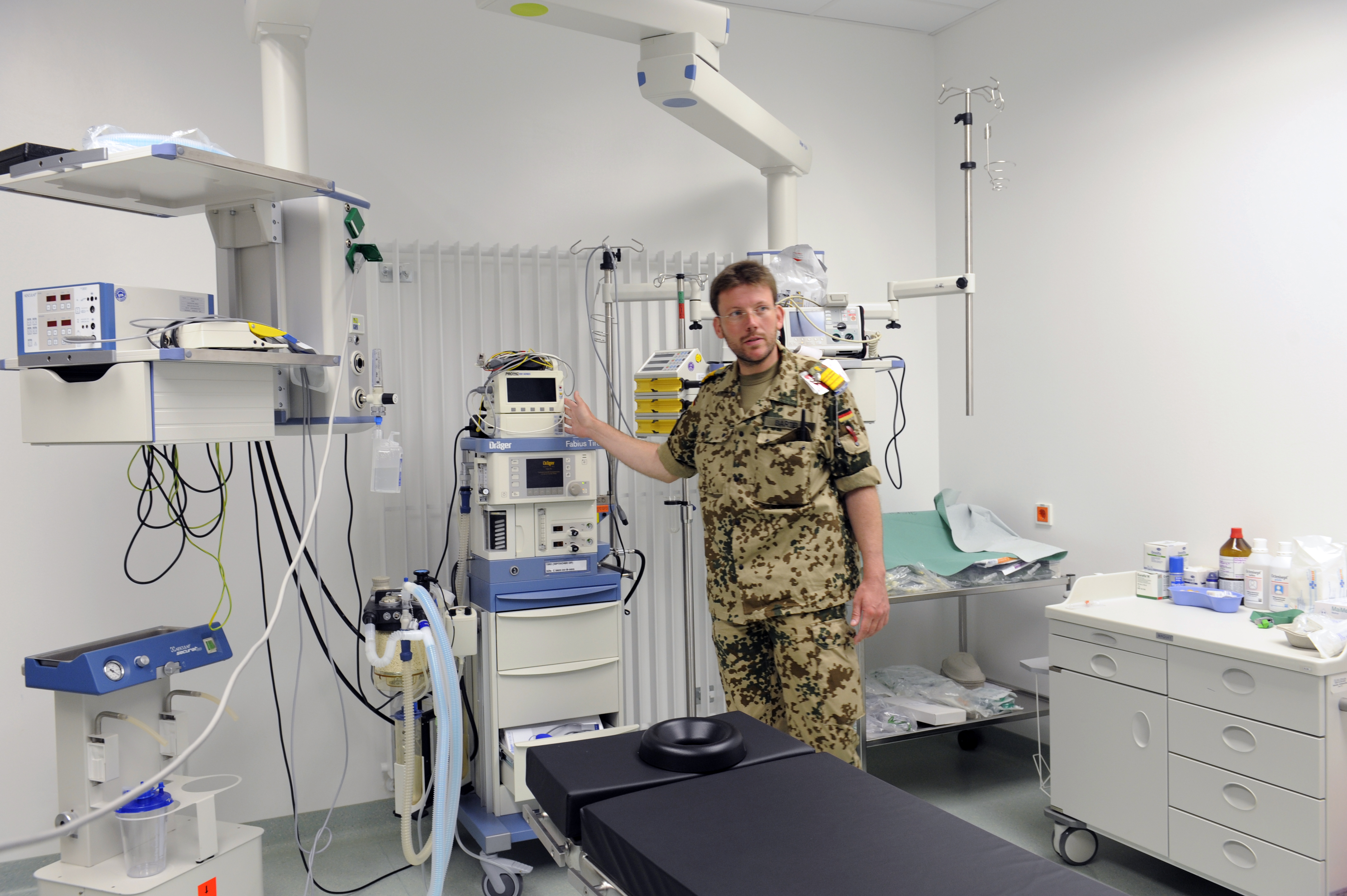
Flottillenarzt

Das Dienstgradabzeichen für Flottillenärzte entspricht im Wesentlichen dem für Fregattenkapitäne. Zur Unterscheidung der Flottillenärzte dienen Laufbahnabzeichen in Form eines Äskulapstabes. Die Schlange windet sich im Laufbahnabzeichen für Ärzte in doppelter Windung, bei Zahnärzten in einfacher Windung um den Stab.

## Sonstiges
Die Dienstgradbezeichnung ranggleicher Sanitätsoffiziere der Luftwaffen- und des Heeres lautet Oberfeldarzt. Hinsichtlich Befehlsbefugnis, Ernennung, Sold, den nach- und übergeordneten Dienstgraden, ganz ähnlich auch hinsichtlich der Dienststellungen sind Flottillenärzte und Oberfeldärzte gleichgestellt.
| Offizierdienstgrad | |                                                                                                |
| Niedrigerer Dienstgrad | | Höherer Dienstgrad                                                                             |
| Major Korvettenkapitän Oberstabsarzt Oberstabsapotheker Oberstabsveterinär                                                      | Oberstleutnant Fregattenkapitän Oberfeldarzt Oberfeldapotheker Oberfeldveterinär Flottillenarzt Flottillenapotheker | Oberst Kapitän zur See Oberstarzt Oberstapotheker Oberstveterinär Flottenarzt Flottenapotheker |
| Dienstgradgruppe: Mannschaften – Unteroffiziere o.P. – Unteroffiziere m.P. – Leutnante – Hauptleute – Stabsoffiziere – Generale | |                                                                                                |